# Ministero di Stato per la diaspora (Albania)
Il Ministero di Stato per la diaspora (in albanese Ministria e Shtetit për Diasporën) è stato un dicastero del governo albanese deputato alla gestione e al controllo della diaspora albanese.
L'unico ministro è stato Pandeli Majko.

## Storia
Il ministero è stato fondato nel 2017 durante il secondo governo Rama su proposta dello stesso Primo ministro. L'annuncio della sua creazione è avvenuto nel mese di agosto, mentre il mese successivo il Consiglio dei ministri ha ratificato le responsabilità del dicastero, a capo del quale è stato posto l'ex Primo ministro, nonché ex Ministro della difesa, Pandeli Majko.

## Istituzioni subordinate
- Consiglio di coordinamento della diaspora
- Agenzia nazionale per la diaspora
- Centro editoriale della diaspora
- Fondo per lo sviluppo della diaspora
- Camera di commercio per la diaspora

## Ministri
- Pandeli Majko (13 settembre 2017 – 18 settembre 2021)